# Teucholabis (Teucholabis) bidentifera melanophallus
Teucholabis (Teucholabis) bidentifera melanophallus is een ondersoort van de tweevleugelige Teucholabis (Teucholabis) bidentifera uit de familie steltmuggen (Limoniidae). De ondersoort komt voor in het Neotropisch gebied.